# Numerianus

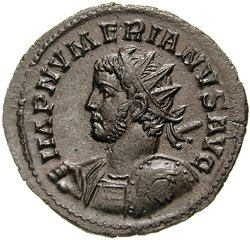
Numerianus.

Marcus Aurelius Numerianus, född 253, död i november 284 vid Nikomedia i Bithynien, var romersk kejsare från december 283 till november 284. Numerianus utsågs till romersk kejsare av sin far Carus tillsammans med sin bror Carinus.
Carus dog "av blixten" eller mördades av sina soldater. Numerianus hade följt sin far under ett fälttåg mot perserna, men gav upp detta och återvände mot Europa. En dag fann man honom död i sin bärstol. En av soldaterna anklagade Numerianus svärfar Arrius Aper, en prefekt i praetoriangardet, för mord och körde sitt svärd genom honom. Denne soldat blev näste kejsare – Diocletianus.